# Rybaczówka
Rybaczówka ist ein Ort in der polnischen Woiwodschaft Ermland-Masuren und gehört zur Gmina Olsztynek (Stadt- und Landgemeinde Hohenstein i. Ostpr.) im Powiat Olsztyński (Kreis Allenstein).
Rybaczówka liegt am südlichen Westufer des Lansker See (polnisch Jezioro Łańskie) und im Norden des Jezioro Ząbskie im Südwesten der Woiwodschaft Ermland-Masuren. Bis zur Kreisstadt Olsztyn (deutsch Allenstein) sind es 23 Kilometer in nördlicher Richtung.
|  |

Rybaczówka ist eine nicht mehr offiziell genannte Ortsstelle, die wegen ihrer landschaftlich reizvollen Lage in waldreicher Region am See ein gern aufgesuchter Ferienort ist. Über die Geschichte des Ortes liegen keine Belege vor, auch nicht, ob er in der Zeit vor 1945 eine deutsche Bezeichnung trug. Möglich ist seine Entstehung erst nach 1945.
Nach Rybaczówka führen zwei Landwege: von Orzechowo (Nußtal) und von Rybaki (Lansk). 